# Internationale Schweizer Eishockeymeisterschaft 1926/27
Die Saison 1926/27 war die zwölfte reguläre Austragung der Internationalen Schweizer Eishockeymeisterschaft. Meister wurde der HC Davos.

## Hauptrunde

### Serie Ost
6. Februar 1927 in St. Moritz
- EHC St. Moritz – HC Davos 3:3 n. V.

Das Wiederholungsspiel wurde nicht ausgetragen, sondern aufgrund des Nichtantritts des Gegners mit 3:0 für den HC Davos gewertet.
- HC Davos – EHC St. Moritz 3:0 (Forfait)

Der HC Davos qualifizierte sich damit für den Meisterschaftsfinal.

### Serie West
23. Januar 1927 in Gstaad
- HC Rosey Gstaad – HC Château-d’Oex 3:2 n. V.

Der HC Rosey Gstaad qualifizierte sich für den Meisterschaftsfinal.

## Meisterschaftsfinal
Der Final wurde am 20. Februar 1927 in Davos vor 1'500 Zuschauern ausgetragen.
- HC Davos – HC Rosey Gstaad 2:0